# Брюэр, Линдси
Линдси Брюэр (род. 17 апреля 1997, Арвада, Колорадо, США) — американская модель и автогонщица. В сезоне 2024 года выступает в чемпионате Indy NXT.

## Ранняя жизнь и образование
Брюэр родилась 17 апреля 1997 года в Арваде, штат Колорадо. Когда ей было 11 лет, она участвовала в гонках в картинге на дне рождения друга и увлеклась этим видом спорта. С 2009 по 2014 год Брюэр участвовала в различных чемпионатах США по картингу.

## Гоночная карьера

### Кубок Saleen S1
После четырёхлетнего перерыва в учёбе в колледже, в сезоне 2019 года Брюэр приняла участие в финале сезона Las Vegas Saleen Cup GT Series.

### Серия W
В преддверии сезона Серии W 2022 года Брюэр была выбрана для участия в тестировании этой серии. Тест проходил в Inde Motorsports Park в Аризоне, где показала три лучших результата на круге в своей группе и вошла в число 12 лучших гонщиц.

### USF Pro 2000
Брюэр присоединилась к серии IndyPro 2000 в качестве новичка в сезоне 2022 года с Exclusive Autosport, поскольку хотела участвовать в формульных гонках и совместных сериях, а не в женских сериях. Брюэр впервые участвовала в этой серии в Индианаполисе, заняв 8-е место в своей первой гонке. На Road America Брюэр попала в инцидент, когда её машина взлетела в воздух из-за бордюра на пятом повороте, идентичный инцидент произошел в те же выходные с Кристианом Боглом в сериале Indy Lights. Брюэр завершила сезон 2022 года на 15-м месте с 98 очками и лучшим результатом на 8-м месте в Индианаполисе. В октябре Брюэр подтвердила, что будет выступать в серии за команду Exclusive Autosport в сезоне 2023 года, в год открытия нового титула USF Pro 2000.

### Indy NXT
Брюэр перешла в серию Indy NXT на полный сезон в сезоне 2024 года, выступая за Juncos Hollinger Racing под номером 76 после посредственных результатов в USF Pro Series.

## Личная жизнь
Брюэр проживает в Ньюпорт-Бич, Калифорния. Помимо гонок, Брюэр является моделью, которую представляет её генеральный менеджер Крис Янг.